# 大見忠弘
大見 忠弘（おおみ ただひろ、1939年1月10日 - 2016年2月21日）は、日本の工学者。専門は電子工学。東北大学名誉教授。
半導体デバイス、半導体プロセスと電子工業用途のクリーンルームの研究に従事した。
産学官連携功労者表彰・第1回内閣総理大臣賞受賞。紫綬褒章受章。

## 人物・経歴
東京都生まれ。1957年東京都立城北高等学校卒業。1961年東京工業大学理工学部電気工学課程卒業。1963年東京工業大学大学院理工学研究科電子工学専攻修士課程修了、工学修士。1966年東京工業大学大学院理工学研究科電子工学専攻博士課程修了、工学博士。
1966年東京工業大工学部電子工学科助手。1972年東北大学電気通信研究所助手。1976年同助教授。1985年東北大学工学部電子工学科教授。1987年東北大学大学院工学研究科電子工学専攻教授。1998年東北大学未来科学技術共同研究センター教授。
専門は半導体電子工学で、ウルトラクリーンテクノロジーを創設し、インテルへの技術指導も行った。
東京工業大学准教授大見俊一郎は長男。

## 来歴
東京工業大学では西巻正郎に師事し、大学院博士課程までは高密度プラズマから放出される電磁波の研究に従事していた。
博士課程を修了した大見は同大の助手に任用され、研究対象をガンダイオードの動作メカニズムの解明と新しい応用の可能性に変更する。大見はガンダイオードの限界周波数について動作原理と実験事実を合わせて検討した。その結果限界周波数は従来の予想よりはるかに大きい事、動作メカニズムとして電子の集団運動の新しい現象による可能性がある事の発表を行った。これらの結果は1970年の半導体物理国際会議の論文として採択された。
東京工業大学では半導体に関する研究者が不在で師事する教授に恵まれず、また実験装置も十分ではなかった。1972年、大見は研究活動で知遇を得ていた東北大学の西澤潤一の研究室に異動する。西澤は学外の財団法人半導体研究振興会半導体研究所でも研究開発を進めており、当時の大学の研究設備としては珍しく半導体材料からデバイスまで一貫して試作が可能な体制を擁していた。大見は西澤の研究室でGaAs(ガリウム砒素)の材料研究や静電誘導トランジスタの電力応用、シリコン集積回路や半導体製造技術の研究に取り組む。
大見は40歳を過ぎた頃自らの研究人生を顧みて、論文になったものは数多くあるものの実用になったものが何も無いという問題意識を持つようになった。この事に反省して、以後社会での実用に役立つ研究を志向するようになる。そこで着目したのが半導体製品の量産に関する再現性と歩留まりの問題であった。
大学の研究とは半導体デバイスの少数の試作や評価であり、その製造設備は研究室の独自のものであった。しかし産業で利用される量産体制で機能する製造技術とは、特定の装置によらない普遍的な条件での再現性や歩留まりの問題を解決する必要があった。
半導体デバイスの工程数は数百を超え、その中の一つでも性能が悪ければ製造は失敗する。大見は製造工程に悪影響を与える部分の性能を底上げする生産技術的な方法論により半導体製造工程の検討を進めるようになった。
その過程で取り組んだのが製造装置外のクリーンルームに関する要素技術の研究である。
半導体製品の製造品質を決定する要因は加工工程の製造装置だけに限られるものではなく、工程で用いられる高純度ガス供給系、高純度薬品供給系、超純水供給系にも影響を受ける。さらに製造が行われる室内の壁材から放出される化学物質の影響の排除や、室内の空気中の浮遊粒子を制限する空調技術にも取り組む必要があった。
大見はこれらの個別の課題について、産業界の製造メーカーとも協同して課題を克服する技術開発を行った。

## 著書
- 『ウルトラクリーンULSI技術』培風館 1995年
- 『復活!日本の半導体産業 : 未来を拓く志 : 実力を磨いて世の中の役に立とう！』財界研究所 2004年

## 受賞・栄典
- 稲田記念学術奨励賞 1965[2]
- 市村賞（貢献賞） 1979[2]
- 手島奨励賞 1987[2]
- 井上春成賞 1989[2]
- 市村産業賞（功績賞） 1990[2]
- IEEE Transactions on Semiconductor Manufacturing 1989 Best Paper Award 1990[2]
- 大河内記念技術賞 1991[2]
- 科学技術庁長官発明奨励賞 1993[2]
- 全国発明表彰発明賞 1996[2]
- 4th International Conference on Soft Computing(IIZUKA 96') Best Paper Award 1996[2]
- 電子情報通信学会業績賞 1997[2]
- 大河内記念技術賞 1999[2]
- 日本金属学会技術開発賞 1999[2]
- アドバンスト・ディスプレイ・オブ・ザ・イヤー'99製造装置部門優秀賞 1999[2]
- 科学技術庁長官賞 2000[2]
- SCP 8th International Symposium WERNER KERN AWARD 2001[2]
- The ISPSD Contributory Award 2001[2]
- 紫綬褒章 2003[1]
- 産学官連携功労者表彰・第1回内閣総理大臣賞 2003[1]